# ハッガーダー

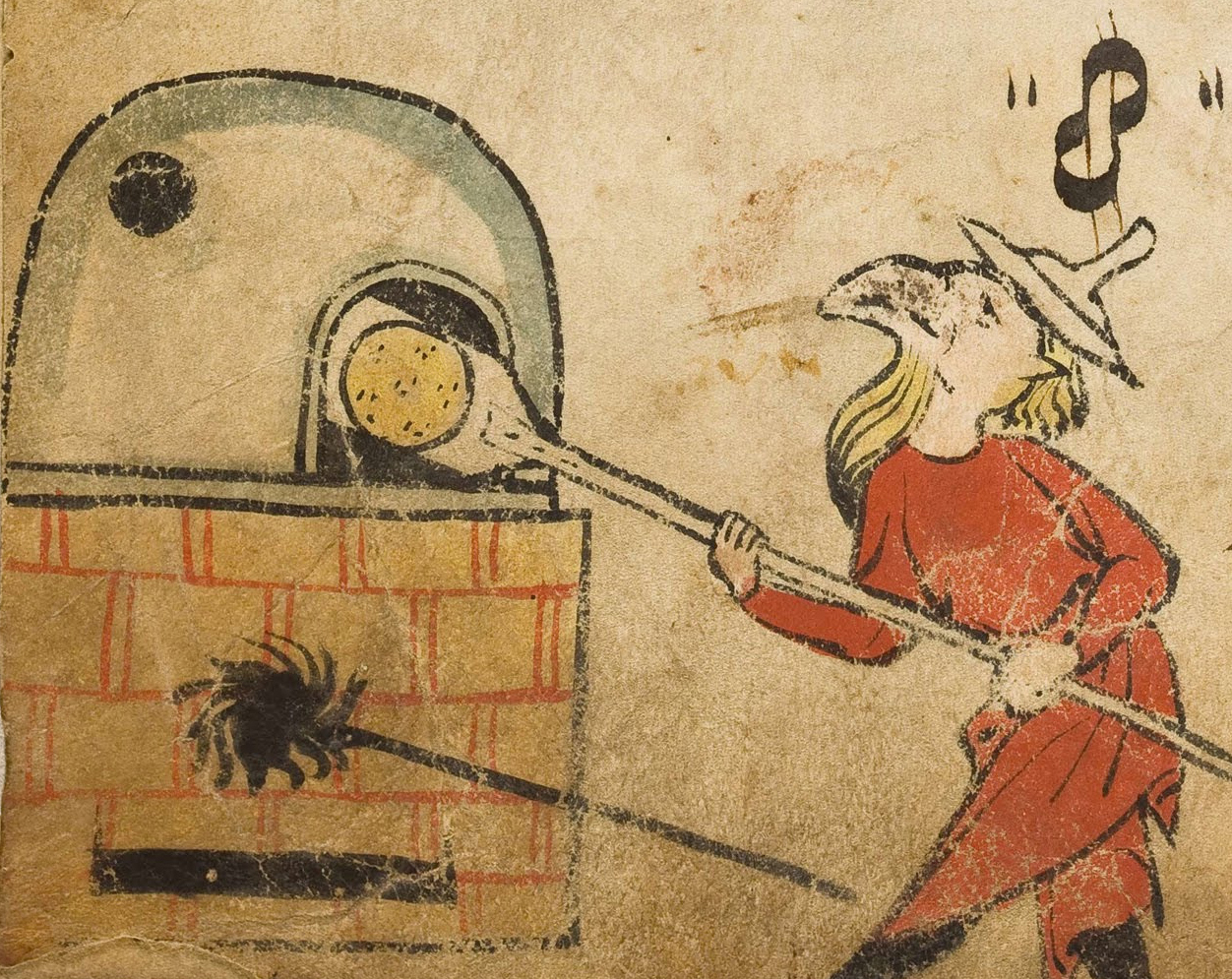
14世紀初頭の鳥頭ハガダー（部分）

ハッガーダー、ハッガーダー・シェル・ペサハ（הַגָּדָה שֶל פֶּסַח, haggādhāh šel pesach）は、ユダヤ教徒がペサハ（過越祭）のセーデルで読む文であり、頌栄、祈り、詩篇などからなる冊子の形となっている。一同が唱えたりもする。
数世紀に亘って作成・変更され続けてきたものであり、いくつかの版がある。
ミクラー、ミシュナー、ミドラーシュ文学からの引用があり、物語や歌が後に追加されている。
|  |  |  |  |

## ハッガーダーの文献案内
- 『ハガダー　過越し祭の式次第』（ミルトス / ISBN 4-89586-147-3）（ヘブライ語原文＋英語・日本語訳付。限定版）
- 『過越祭のハガダー』（石川耕一郎 / 山本書店 / ISBN 4-8414-0198-9 / 1988年7月）